# 魏勒斯维斯特
魏勒斯维斯特（德語：Weilerswist，發音：[ˌvaɪlɐˈsvɪst] ⓘ）是德国北莱茵-威斯特法伦州科隆行政区奥伊斯基兴县的市镇，面积57.17平方千米，2023年12月31日人口为17,826人。